# Самертаун (Џорџија)
Самертаун (Џорџија) (енгл. Summertown) град је у америчкој савезној држави Џорџија. По попису становништва из 2010. у њему је живело 160 становника.

## Демографија
Према попису становништва из 2010. у граду је живело 160 становника, што је 20 (14,3%) становника више него 2000. године.
| Група             | 2000.      | 2010.      |
| Белци             | 73 (52,1%) | 96 (60,0%) |
| Афроамериканци    | 55 (39,3%) | 60 (37,5%) |
| Азијати           | 0 (0,0%)   | 0 (0,0%)   |
| Хиспаноамериканци | 5 (3,6%)   | 0 (0,0%)   |
| Укупно            | 140        | 160        |